# José Zara
José Octavio Zara Holger (Chillán, 6 de febrero de 1943) es un exmilitar chileno. Fue condenado en junio de 2010 por el asesinato del general y excomandante en Jefe del Ejército Carlos Prats y su esposa en Buenos Aires en 1974.
Saltó a la fama cuando en 1988, días antes del plebiscito nacional chileno ofreció al General Pinochet los corvos acerados de su ejército, haciendo un gesto físico y político amenazante hacia los opositores de la dictadura militar.

## Carrera militar
Entró a la Escuela Militar saliendo de Subteniente en 1967. De la Rama de Infantería, además era Comando y Paracaidista.
Fue alumno de la Escuela de las Américas, tal como Miguel Krassnoff,Alfredo Canales Taricco, Christoph Willeke Flöel Carlos Parera y otros implicados en procesos a violaciones a los Derechos Humanos. En 1965 hizo el curso básico de paracaidismo militar (Basic Airborne) y en 1970 hizo el curso básico de oficiales (Basic Officer Orientation), un curso de orientación política para militares chilenos.
Desde 1974 ejerció funciones dentro del denominado Departamento Exterior de la Dirección de Inteligencia Nacional (DINA) —organismo represor de la dictadura militar— que estaba a cargo del teniente coronel Arturo Ureta Sire, que también integraron Christoph Willike Floel, Alejandro Paulino Campos Rebhein, Ana María Rubio de la Cruz y Carmen Hidalgo. Zara fue Jefe de la red de la DINA en Buenos Aires, donde además era el contacto con el Servicio de Inteligencia Militar del Uruguay, y trabajó con Enrique Arancibia Clavel. En la capital argentina, integró el comando terrorista que asesinó a Carlos Prats y a su cónyuge.

## Procesado
Procesado por participación en Operación Cóndor, víctimas acreditadas en la causa 2182-98:
- Martín Almada,
- José Campos Cifuentes,
- Cristina Carreño Araya,
- Ismael Chávez Lobos,
- Ruiter Enrique Correa Arce,
- José De La Maza Asquet,
- Edgardo Enríquez Espinoza,
- Jorge Isaac Fuentes Alarcón,
- Juan Hernández Zaspe,
- Alexei Jaccard Siegler,
- Luis Muñoz Velásquez,
- Celestina Pérez de Almada,
- Matilde Pessa Mois,
- Ricardo Ramírez Herrera,
- Hernán Soto Gálvez,
- Jacobo Stoulman Bortnik,
- Manuel Jorge Tamayo Gómez,
- Manuel Tamayo Martínez,
- Julio del Tránsito Valladares Caroca y
- Héctor Velásquez Mardones.
- Asesinato terrorista del General (r) Carlos Prats González y de su esposa Sofía Cuthbert, ocurrido en Buenos Aires, Argentina (30 de septiembre 1974).

### Asesinato de Carlos Prats y Sofía Cuthbert
El 20 de febrero de 2003 es citado a declarar en el Hotel Militar. A su salida tuvo duras palabras contra la jueza argentina María Servini de Cubría, quien procesó a la plana mayor de la Dirección de Inteligencia Nacional (DINA) por el doble crimen del comandante en jefe del Ejército, general (R) Carlos Prats, y su esposa, hecho acaecido en Buenos Aires el 30 de septiembre de 1974.

"Me interesa un bledo lo que diga la jueza argentina, su sistema judicial, su poder político y el obelisco. Una vez le dije en el diario El Mercurio qué es lo que pensaba de ella"
José Octavio Zara Holger 

El 14 de julio de 2003, la presidencia de la Corte Suprema designó al ministro Nibaldo Segura Peña para que instruyera el sumario criminal en Chile por el pedido de extradición en contra de los exagentes de la DINA Mariana Callejas y Chrisptoh Willike, solicitado por la justicia argentina, por el asesinato del general Carlos Prats y su esposa Sofía Cuthbert en Buenos Aires en 1974.
El 18 de julio de 2003, el ministro Nibaldo Segura, quien está encargado de analizar la solicitud de extradición de los exagentes de la Dina Cristoph Willike y Mariana Callejas, ordenó el arresto preventivo domiciliario de esta última, luego de tomarle declaración por más de tres horas.
El 1 de septiembre de 2003 , el ministro en visita que investiga el caso Prats, Alejandro Solís, sometió a proceso a los exagentes de la Dina, Mariana Callejas y Cristoph Willeke como autores del doble homicidio calificado del general Carlos Prats y de su esposa, Sofía Cuthbert, ocurrido el 30 de septiembre de 1974 en Buenos Aires. Willeke además fue procesado por el delito de asociación ilícita. Callejas fue notificada tras declarar a primera hora de esta mañana en el despacho del magistrado, y luego fue trasladada al Centro de Orientación Femenina (COF). En tanto, el exagente del organismo represor Cristoph Willeke, quien se encontraba cumpliendo detención domiciliaria, fue derivado al Comando de Telecomunicaciones. Tras conocer la resolución, el abogado de la familia Prats, Hernán Quezada, sostuvo que "los procesamientos indican que la causa avanza decididamente al esclarecimiento de la verdad y de la responsabilidad de todos los que participaron en este crimen".
La Sala Penal de la Corte Suprema concedió el 22 de octubre de 2003 la libertad al brigadier (r) Cristoph Willike, requerido en un juicio de extradición a Argentina por su responsabilidad en el asesinato del general Carlos Prats y su esposa Sofía Cuthbert, ocurrida en septiembre de 1974.Pese a otorgarle dicho beneficio, Willike continuó privado de libertad en el Comando de Telecomunicaciones del Ejército a raíz de su procesamiento en calidad de autor de doble homicidio calificado y asociación ilícita, dictado por el ministro de fuero Alejandro Solís.

### Operación Cóndor
El juez Juan Guzmán procesó 23 de diciembre de 2003 a tres ex uniformados como autores del secuestro de nueve detenidos desaparecidos entre 1975 y 1977, como parte de la Operación Cóndor:
1. Al exjefe de la Dirección Nacional de Inteligencia (DINA), general (r) Manuel Contreras Sepúlveda.[11]
2. Brigadier Pedro Espinoza[11]
3. Brigadier Christoph Willike, miembro del Departamento Exterior de dicho organismo.[11]

El fallo establece que los tres oficiales fueron responsables, como autores, del secuestro y la posterior desaparición de los miembros del Movimiento de Izquierda Revolucionaria (MIR) Juan Hernández, Luis Muñoz , Manuel Tamayo, Edgardo Enríquez, Alexis Jacard, Jacobo Stoulman, Matilde Pessa, Julio Valladares y Jorge Fuentes Alarcón. En la desaparición del matrimonio Stoulman Peesa de profesión judía, intervino el Gran Rabino de Chile Ángel Kreiman Brill.
Según la resolución, los nueve izquierdistas fueron detenidos entre 1975 y 1977 en Argentina, Bolivia y Paraguay por los servicios de inteligencia de esos países, para ser entregados a agentes de la DINA, quienes los trasladaron a Chile. Una vez en el país, fueron llevados a “Villa Grimaldi”, donde funcionaba un centro de tortura. Desde ese lugar se pierde el rastro a las víctimas.
La resolución señala que Juan Hernández, Luis Muñoz, Manuel Tamayo y Edgardo Enríquez fueron detenidos en Buenos Aires, Argentina, en abril de 1976. Alexis Jacard, Matilde Pessa y Jacobo Stoulman fueron apresados también en esa ciudad, pero en mayo de 1977. La detención de Julio Valladares fue en julio de 1976 en Bolivia y la de Jorge Fuentes en mayo de 1975 en Asunción, Paraguay.
La semana pasada, el juez Juan Guzmán, quien investiga numerosas causas que involucran a Pinochet en crímenes cometidos durante su régimen, sobreseyó en primera instancia al general en retiro en un proceso por el secuestro y desaparición de una decena de dirigentes del Partido Comunista, en 1976. Ello, tras el rechazo de la Corte de Apelaciones de Santiago a dar curso al desafuero. “Lo único que corresponde jurídicamente es el sobreseimiento definitivo”, dijo el juez.
El pasado 22 de octubre, la Corte Suprema cerró definitivamente la puerta al eventual desafuero de Pinochet por este caso al declarar improcedente, por una cuestión de forma, una tercera petición en tal sentido. El máximo tribunal validó así un fallo de la Corte de Apelaciones, que el 27 de agosto rechazó retirar la inmunidad al general, de acuerdo con el dictamen que en 2001 lo declaró afectado por una demencia vascular "progresiva e irreversible".
El abogado Eduardo Contreras anunció que el miércoles presentará una nueva solicitud de desafuero de Pinochet, en nombre de los familiares de las víctimas de la llamada Operación Cóndor.

“La idea es que se le pueda procesar por este caso, dada la lucidez que mostró en una reciente entrevista a un canal de televisión de Miami”
abogado Eduardo Contreras

La Operación Cóndor, que significó la muerte de miles de personas en Latinoamérica, es investigada por el juez español Baltazar Garzón y su colega argentino Rodolfo Canicoba Corral.

## Procesado
El doble crimen fue investigado por el Juzgado Nacional en lo Criminal y Correccional Federal Número 1 de Buenos Aires desde el mismo día en que se cometió. La causa se mantuvo casi sin avances hasta que en 1991 se conoció el informe de la Comisión de Verdad y Reconciliación (de Chile), en el que se atribuyó a la DINA la autoría de las muertes de Prats y su esposa.
El proceso judicial fue larguísimo y se mantuvo en Argentina ya que hasta en el año 2002 la justicia chilena no se hizo parte de ella, por las condiciones políticas del país.

### En Argentina
En Argentina, las primeras investigaciones del juez en lo Penal Alfredo Nocetti Fasolino dictaron el sobreseimiento provisional en la causa al no poder identificar a los culpables.
En el juicio en Estados Unidos por el asesinato de Orlando Letelier, Michael Townley confesó su participación en el atentado que costó la vida a los Prats.
Según Townley fue el mayor Pedro Espinoza, segundo en la DINA, y el coronel Raúl Iturriaga Neumann, jefe del aparato exterior, quienes en una conversación amistosa le solicitaron acabar con Prats, bajo el argumento de que este podía apoyar un levantamiento contra la Dictadura Militar en el sur de Chile.
El caso Prats fue investigado por la juez argentina María Servini de Cubría. En declaraciones a ella en Roma, en diciembre de 1995, los neofascistas italianos Stefano Delle Chiaie y Vincenzo Vinciguerra declararon que los agentes de la DINA Enrique Arancibia Clavel y Michael Townley estuvieron involucrados directamente en el asesinato de Prats. Enrique Arancibia Clavel fue detenido el 18 de enero de 1996, luego de vivir 15 años sin problemas legales en Argentina. Su proceso judicial terminó en el año 2000, cuando fue condenó a cadena perpetua por el doble asesinato. En agosto de 2007 recibió beneficio de la libertad condicional en Argentina.

#### Comienzan a citar testigos
El exagente de la Dina Michael Townley, autor confeso del crimen del general Carlos Prats y su esposa, fue interrogado por la jueza argentina María Servini de Cubría detalles sobre cómo cometió el doble asesinato en septiembre de. En su declaración, realizada por la magistrada en 1999 y revelada el 13 de abril de 2005 por el diario Siete, el exagente confirmó que la orden de matar a Prats emanó del brigadier Pedro Espinoza, del mayor Raúl Iturriaga "y en cierto momento del general Contreras". Sin embargo, dijo creer que las órdenes venían de una "autoridad superior"

Cuando se planificaba la operación yo traté exclusivamente con el coronel Espinoza y el mayor Raúl Eduardo Iturriaga. La planificación y realización fueron exclusivamente mi obra. El coronel Espinoza me proporcionó el dinero para los materiales necesarios para construir la bomba y para los gastos de viaje (...) El artefacto que sería utilizado era un transmisor de radio electrónico. El mayor Iturriaga proporcionó los explosivos"(......)" No pude encontrar al general Prats, creo que la única dirección que nos dieron no era la correcta, y no pude encontrarla. Así que regresé y dije 'necesito mejor información, si no la hay no podré hacerlo'".Durante días vigilé el departamento donde vivía el general, ocasión en la que incluso, me encontré con él cara a cara, mientras llevaba una pistola en su bolsillo, pero "de ninguna manera iba a intentarlo en ese momento".(....) Entré en el estacionamiento de la casa de Prats sin que me vieran, aprovechando la ausencia del portero.  oculté el explosivo en "una caja y lo até debajo debajo de la parte central del medio del automóvil"....Elegí detonar la bomba cuando Prats estaba junto a su esposa Sofía Cuthbert porque fue la primera oportunidad que tuve... me preocupaba la estabilidad del artefacto, si era capaz de detoonarse sin mi intervención. No fue una decisión consciente de hacerlo, porque ella estaba en el vehículo. Fue la primera oportunidad que tuve". 
Michael Townley en su deposición frente a la Jueza Servini de Cubriá

Federico Willoughby-MacDonald, ex encargado de comunicaciones de la Junta Militar, en Buenos Aires en noviembre del 2000 afirmó que el coronel Pedro Ewing le advirtió que el general Carlos Prats sería asesinado en esa ciudad. El abogado querellante Luis Moreno Ocampo, afirmó que "lo más importante que tiene para decir es un diálogo que él mantuvo con un coronel, que era secretario de la Junta, que a la salida de una reunión (..) este coronel le manifestó su preocupación porque lo iban a matar a Prats"; aunque Willoughby-MacDonald, "muy cauteloso en las palabras que usó", dijo que entonces, "en un lenguaje más militar, hablaban de neutralizarlo".

#### Pruebas
El diplomático Ramón Huidobro, ex embajador de Chile en Argentina, sorprendió al presentar tres documentos - que fueron incluidos entre las pruebas- que acreditarían que el gobierno del general Pinochet sabía que Prats necesitaba un pasaporte para salir del país y se negó a dárselo.
1. Una carta del 12 de agosto de 1974, mediante la cual el cónsul Álvaro Droguett le cuenta al subsecretario de RR.EE., capitán de Navío Claudio Collaos, una conversación con Huidobro donde este último le comentó de las amenazas de muertes recibidas por el excomandante en Jefe.[20]
2. Un texto en el que - de puño y letra de Droguett- se lee, como resumen, "inconveniente entregar pasaporte a personas indicadas", respuesta del Ministerio de Relaciones Exteriores a sus consultas sobre la demora.[20]
3. Un télex del embajador René Rojas a la Cancillería, donde nuevamente se informa de la situación de los Prats.[20]

### En Chile
El juez Alejandro Solís se hizo cargo de la investigación del caso. Esto después que Sala Penal de la Corte Suprema iniciara el proceso de extradición, a petición de la justicia argentina, pero sin entregarlos a condición de que se iniciara un proceso en un tribunal nacional.
Una vez interrogados los inculpados por la jueza Servini de Cubria, la magistrado dictó sentencia el 25 de febrero de 2003, procesando a la cúpula de DINA: Manuel Contreras y Pedro Espinoza Bravo como jefes de asociación ilícita, y los hermanos Iturriaga Neumann y el brigadier José Zara, como miembros de la asociación.
El 22 de julio de 2003 , el ministro Nibaldo Segura ordenó la detención preventiva del brigadier (R) del Ejército y exagente de la DINA Christoph Willike, en el marco de la solicitud de extradición solicitada por la Justicia argentina en el caso Prats.
Luego del rechazo de la Corte Suprema a desaforar a Augusto Pinochet por meros formulismos legales , el ministro Alejandro Solís optó por dictar el sobreseimiento definitivo del exdictador en el caso por el doble homicidio del general (r) Carlos Prats, y su esposa Sofía Cuthbert. Con la medida el juez cumplió con lo dispuesto por el máximo tribunal que en la práctica al negar el desafuero le impidió seguir investigando la responsabilidad de Pinochet. El 24 de marzo, el pleno de la Corte Suprema rechazó desaforar a Pinochet, argumentando razones formales, fundamentalmente la existencia de un pronunciamiento anterior. Solís mantiene procesada a toda la plana mayor de la DINA.
El 30 de junio del 2008, el Ministro Alejandro Solís dictó sentencia, condenando al jefe de la DINA, Manuel Contreras a la pena de dos condenas a presidio perpetuo por los homicidios calificados de Carlos Prats y su esposa, además de 20 años de presidio por ser jefe en el delito de asociación ilícita. Además el ex Brigadier Pedro Espinoza recibió 2 condenas a 20 años por el homicidio del matrimonio Prats Cuthbert.

### Prueba irrebatible
En esta causa, a diferencia de otras, el ministro Alejandro Solís dispuso de una prueba irrebatible de la participación del jefe de la DINA, Manuel Contreras, y de la DINA en este crimen. Se trata de un oficio confeccionado por el agente Juan Morales Salgado del 24 de junio de 1974, que da cuenta de los resultados del seguimiento realizado a Prats en Argentina. Contenía el timbre y logo de la DINA y de la agrupación Lautaro. Su destinatario era el jefe de la DINA. El informe detallaba las actividades de Prats, sus teléfonos, sus hábitos, sus ingresos económicos y aspectos relativos a la seguridad de su hogar, en el barrio Palermo de la capital argentina. El documento fue entregado al ministro Solís por el subjefe de la DINA, Pedro Espinoza, el 19 de junio de 2007.

### Se retrasa dictamen de condena por Corte Suprema
El 6 de julio de 2010 , la defensa de la familia Prats se reunió con el presidente de la Corte Suprema, Milton Juica, para exteriorizar su molestia con la tardanza en que se ha redactado el fallo condenatorio contra la cúpula de la DINA por las muertes de Carlos Prats y Sofía Cuthbert, el cual se extiende por siete meses. En la cita estuvieron presentes los abogados Hernán Quezada y Pamela Pereira.

"vamos a expresar preocupación, que un fallo no es bueno que se prolongue en su redacción tanto tiempo"."Es necesario, le hace bien al país, a la familia y al Ejercito que este fallo salga y se conozca"
Pamela Pereira antes de la reunión con el Presidente de la Corte Suprema

### Se dicta condena
El 8 de julio de 2010 tras 36 años de ocurridos los crímenes, la justicia chilena dictó altas penas efectivas de cárcel en la sentencia definitiva por el doble homicidio del excomandante en jefe del Ejército, general Carlos Prats González, y su esposa Sofía Cuthbert Chiarleoni. La Corte Suprema de Justicia de Chile dictó penas contra los nueve imputados, siete de ellos oficiales o suboficiales de las Fuerzas Armadas, involucrados directamente en la voladura en Argentina del vehículo en que viajaba Prats, exministro del Presidente Salvador Allende, y su esposa Sofía Cuthbert. En el fallo, la sala del máximo tribunal, condena al general (r) Manuel Contreras y el brigadier (r) Pedro Espinoza, en calidad de autores por el asesinato del matrimonio, a 17 años de presidio mayor en su grado máximo, sin medidas alternativas. El general (r) Raúl Iturriaga Neumann, el brigadier (r) José Octavio Zara y el coronel (r) Juan Morales Salgado fueron condenados a 15 años y un día de presidio menor en su grado máximo, también sin beneficios. En calidad de cómplices, fueron condenados Mariana Callejas y Jorge Iturriaga Neumann, a la pena de cinco años de presidio menor en su grado máximo, con beneficios.

“El Ejército de Chile repudia el acto cobarde que consumaron militares en este acto criminal (asesinato del General Prats y señora) ”......  “con su extrema crueldad, violaron trágicamente, además, los principios que constituyen el acervo moral de la institución"
Declaración pública del Ejército de Chile tras conocerse las condenas

### Resumen de condenas
Fuente : La Nación
- Manuel Contreras: 17 años por dos homicidios, tres por asociación ilícita.
- Pedro Espinoza: 17 años por dos crímenes; tres por asociación ilícita.
- Raúl Iturriaga: 15 años por dos homicidios, 100 días por asociación ilícita
- José Zara: 15 años por dos homicidios, 100 días por asociación ilícita
- Cristoph Willike:[31] 15 años por dos homicidios, 100 días por asociación ilícita.
- Juan Morales Salgado: 15 años por dos homicidios, 100 días por asociación ilícita.
- Mariana Callejas (civil): cinco años por dos homicidios (en libertad vigilada)
- Jorge Iturriaga (civil): cinco años por dos homicidios (en libertad vigilada)
- Reginaldo Valdés: dos condenas de 541 días por dos homicidios (en libertad vigilada)

### Lo ordenó Pinochet

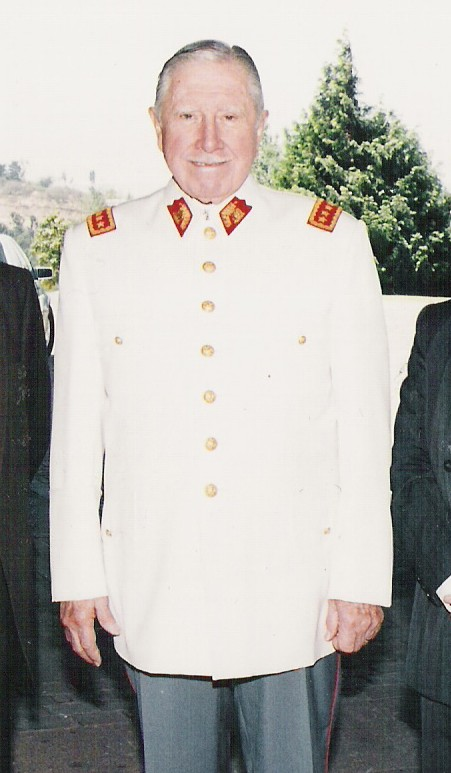
Augusto Pinochet fue quien ordenó matar a Carlos Prats pero quedó libre por formulismos legales.

Como pudo llegar a establecerse por diversos medios en la investigación judicial realizada inicialmente por la jueza argentina María Servini y luego en Chile por el magistrado Alejandro Solís, el asesinato del general Prats fue ordenado por Augusto Pinochet. Éste, sin embargo, libró de ser uno de los condenados porque antes de morir, el 10 de diciembre de 2006, en una serie de fallos contradictorios de las cortes, fue sobreseído del proceso cuando en la última vista de su desafuero, éste fue rechazado por el pleno de la Corte Suprema por cuestiones de procedimiento procesal.

### Se rebaja condena
En el fallo de la Corte Suprema se unifican las penas, que si en la primera y segunda sentencia eran de dos cadenas perpetuas por los dos homicidios, ahora son de una única condena de diecisiete años de prisión, sin beneficios, por ambos asesinatos. Se impone además quince años y un día de prisión en calidad de autores del homicidio al general retirado Raúl Eduardo Iturriaga Neumann, el exbrigadier José Zara y los excoroneles Cristoph Willeke Floel y Juan Morales Salgado.
Anteriormente , Iturriaga Neumann había recibido dos condenas de quince años de presidio, mientras que a los otros tres implicados se les habían impuesto dos condenas de diez años de prisión para cada uno de ellos. Las condenas impuestas de 541 días por el delito de asociación ilícita, fueron reducidas a cien días para cada uno de ellos. Dado que Contreras y Espinoza como los otro cuatro condenados, a los que el fallo otorga prisión efectiva, se encuentran ya en la cárcel, cumpliendo otras condenas por violaciones a los derechos humanos durante la dictadura militar de Augusto Pinochet.
Se rebajó también la pena a la escritora Mariana Callejas, exesposa del agente estadounidense de la DINA Michael Townley, que deberá cumplir cinco años de prisión con beneficios, es decir, en libertad vigilada. De esta forma, Callejas, Jorge Iturriaga y Reginaldo Valdés, que se encuentran en libertad, no tendrán que ingresar en prisión. Reginaldo Valdés fue el único de los inculpados que colaboró con la investigación.

"no aceptan la impunidad pero rebajan las penas, y eso se está dando no sólo en el caso Prats sino en muchos otros". "Pero evidentemente ha habido una mejoría en la calificación del delito y en la aplicación de las penas".
Abogada Fabiola Letelier consultada sobre la rebaja de condenas que la Corte Suprema aplicó a los dictámenes de primera instancia

Sofía Prats se mostró "sorprendida" por las penas dictaminadas por la Corte Suprema, que rebaja la condena del exdirector de la DINA, el general (r) Manuel Contreras, de dos cadenas perpetuas a 17 años de cárcel; misma pena recibida por el brigadier (r) Pedro Espinoza, anteriormente condenado a 40 años por los homicidios.

"La rebaja de pena nos sorprendió, porque una de las razones que se menciona ahí es que el juicio estuvo detenido por muchos años y eso no es así, pero finalmente estamos conformes con haber cumplido con lo que prometimos a nuestros padres"
Sofía Prats

### Acusa de poco hombre al Comandante en Jefe del Ejército
Zara, quien fue condenado a 15 años de cárcel por el asesinato Carlos Prats, reiteró su inocencia.

“Reitero mi inocencia y se me ha condenado exclusivamente por presunciones de la Justicia, no hay nada concreto en mi contra pero confío que la verdad se dé a conocer en algún instante”
José Zara Holger

Además, el brigadier (r) acusó al comandante en jefe del Ejército, Juan Miguel Fuente-Alba Poblete, de falta de hombría.

“El Ejército no es una persona, no es el que habló el otro día que salió el fallo... Esa es una persona nomás. Y todavía no ha tenido la hombría de contestar lo que yo le dije que cumpliera como hombre. Él lo sabe bien claro, el resto es del Ejército, una persona no es el Ejército”, “Además, él fue políticamente puesto ahí, y usted sabe, porque es Gobierno” 
José Zara Holger